# Teupin Beulangan
Teupin Beulangan is een bestuurslaag in het regentschap Aceh Utara van de provincie Atjeh, Indonesië. Teupin Beulangan telt 496 inwoners (volkstelling 2010).